# Mikaela Loach
Mikaela Loach (nascida em 1998) é uma activista de justiça climática que mora em Edimburgo, na Escócia, e foi indicada para o Prémio Cidadão Global: Prémio Herói do Reino Unido.
Loach é uma estudante de medicina na Universidade de Edimburgo que usa a sua plataforma Instagram de mais de 100.000 seguidores para trabalhar no sentido de tornar o movimento climático mais inclusivo, focando-se nas intersecções da crise climática com sistemas de opressão, como a supremacia branca e as questões dos migrantes.
Ao lado de Jo Becker, Loach é co-produtora, escritora e apresentadora do podcast YIKES, que explora as mudanças climáticas, os direitos humanos e a justiça social.